# Koeweitse regering in ballingschap
De Koeweitse regering in ballingschap was de regering in ballingschap van Koeweit na de Iraakse invasie en bezetting van Koeweit tijdens de Tweede Golfoorlog.

## Geschiedenis
Op 2 augustus 1990 vluchtte emir Jaber al-Ahmad al-Jaber al-Sabah, zijn familie en leden van zijn regering naar buurland Saoedi-Arabië, waar ze een regering in ballingschap oprichtten in de stad Taif. De Koeweitse regering in ballingschap was veel welvarender dan de meeste andere regeringen, en had de volledige beschikking over de zeer aanzienlijke Koeweitse activa op westerse banken, die ze gebruikte om een massale propagandacampagne te voeren waarin ze de Iraakse bezetting van Koeweit veroordeelden en de publieke opinie op het westelijk halfrond mobiliseerden voor een oorlog tegen Irak.
In maart 1991, na de nederlaag van het Irak van Saddam Hoessein tegen de internationale coalitietroepen in de Tweede Golfoorlog, konden de emir en zijn regering terugkeren naar Koeweit.